# Primeira Divisão Albanesa
A Primeira Divisão Albanesa (em albanês: Kategoria e Parë) é o segundo nível do futebol albanês. Promove para a Superliga Albanesa.

## Formato
A Kategoria e Parë foi fundada em 1930. É composta por 2 grupos, cada um contendo 9 equipes. Os vencedores dos grupos são promovidos à Kategoria Superiore e disputam a final entre si, enquanto as equipes que terminam na segunda posição disputam um play-off entre si. O vencedor classifica-se para o jogo final do play-off, contra a oitava equipe do Kategoria Superiore. As equipes que terminarem na 8ª e última colocação são rebaixadas para a Kategoria e Dytë. As equipes colocadas em 7º lugar se classificam para a rodada do play-off de rebaixamento.

## Clubes 20/21

### Grupo A
| Clube         | Cidade   |
| ------------- | -------- |
| Besëlidhja    | Lezhë    |
| Burreli       | Burrel   |
| Dinamo Tirana | Tirana   |
| Erzeni        | Shijak   |
| Korabi        | Peshkopi |
| Oriku         | Orikum   |
| Partizani B   | Tirana   |
| Veleçiku      | Koplik   |
| Vora          | Vorë     |

### Grupo B
| Time       | Cidade      |
| ---------- | ----------- |
| Besa       | Kavajë      |
| Egnatia    | Rrogozhinë  |
| Elbasani   | Elbasan     |
| Flamurtari | Vlorë       |
| Luftëtari  | Gjirokastër |
| Lushnja    | Lushnjë     |
| Pogradeci  | Pogradec    |
| Tomori     | Berat       |
| Turbina    | Cërrik      |

## Campeões
| Temporada | Campeão              | Vice-campeão         | Artilheiro                   | Gols                 |                      |
| --------- | -------------------- | -------------------- | ---------------------------- | -------------------- | -------------------- |
| 1930      | Tomori               | Besëlidhja           |                              |                      |                      |
| 1931      | Não realizado        | Não realizado        | Não realizado                | Não realizado        | Não realizado        |
| 1932      | Besa                 | Flamurtari           |                              |                      |                      |
| 1933      | Elbasani             | Flamurtari           |                              |                      |                      |
| 1934      | Luftëtari            | Himara               |                              |                      |                      |
| 1935      | Não realizado        | Não realizado        | Não realizado                | Não realizado        | Não realizado        |
| 1936      | Besëlidhja           | Përmeti              |                              |                      |                      |
| 1935–48   | Não realizado        | Não realizado        | Não realizado                | Não realizado        | Não realizado        |
| 1948–49   | Tempoarada cancelada | Tempoarada cancelada | Tempoarada cancelada         | Tempoarada cancelada | Tempoarada cancelada |
| 1950      | Tomori               | Erzeni               |                              |                      |                      |
| 1951      | Dinamo Vlorë         | Erzeni               |                              |                      |                      |
| 1952      | Não realizado        | Não realizado        | Não realizado                | Não realizado        | Não realizado        |
| 1953      | Spartaku             | KF Elbasani          |                              |                      |                      |
| 1954      | Dinamo Shkodër       | Luftëtari            |                              |                      |                      |
| 1955      | Não realizado        | Não realizado        | Não realizado                | Não realizado        | Não realizado        |
| 1956      | Spartaku             | Apolonia             |                              |                      |                      |
| 1957      | Vllaznia             | Tomori               |                              |                      |                      |
| 1958      | Elbasani             | Tomori               |                              |                      |                      |
| 1959      | Teuta                | Erzeni               |                              |                      |                      |
| 1960      | Lushnja              | Luftëtari            |                              |                      |                      |
| 1961      | Teuta                | Korabi               |                              |                      |                      |
| 1962      | Vllaznia             | Tomori               |                              |                      |                      |
| 1962–63   | Luftëtari            | Erzeni               |                              |                      |                      |
| 1963–64   | Pogradeci            | Naftëtari            |                              |                      |                      |
| 1964–65   | Erzeni               | Naftëtari            |                              |                      |                      |
| 1965–66   | Luftëtari            | Albpetrol            |                              |                      |                      |
| 1966–67   | Apolonia             | Tekstilisti Stalin   |                              |                      |                      |
| 1968      | Tekstilisti Stalin   | Naftëtari            |                              |                      |                      |
| 1969      | Não realizado        | Não realizado        | Não realizado                | Não realizado        | Não realizado        |
| 1969–70   | Tomori               | Besëlidhja           |                              |                      |                      |
| 1970–71   | Shkëndija Tiranë     | Studenti             |                              |                      |                      |
| 1971–72   | Apolonia             | Besëlidhja           |                              |                      |                      |
| 1972–73   | Naftëtari            | Kamza                |                              |                      |                      |
| 1973–74   | Albpetrol            | Apolonia             |                              |                      |                      |
| 1974–75   | Luftëtari            | Kamza                |                              |                      |                      |
| 1975–76   | Skënderbeu           | Tomori               |                              |                      |                      |
| 1976–77   | Tomori               | Besëlidhja           |                              |                      |                      |
| 1977–78   | Besa                 | Naftëtari            |                              |                      |                      |
| 1978–79   | Apolonia             | Skënderbeu           |                              |                      |                      |
| 1979–80   | Besëlidhja           | Lushnja              |                              |                      |                      |
| 1980–81   | Burreli              | KF Përmeti           |                              |                      |                      |
| 1981–82   | Lushnja              | Skënderbeu           |                              |                      |                      |
| 1982–83   | Burreli              | SK Tepelena          |                              |                      |                      |
| 1983–84   | Besëlidhja           | Apolonia             |                              |                      |                      |
| 1984–85   | Apolonia             | Shkëndija Tiranë     |                              |                      |                      |
| 1985–86   | Besa                 | Skënderbeu           |                              |                      |                      |
| 1986–87   | Besëlidhja           | KS Burreli           |                              |                      |                      |
| 1987–88   | Lushnja              | Naftëtari            |                              |                      |                      |
| 1988–89   | Luftëtari            | Tomori               |                              |                      |                      |
| 1989–90   | Lushnja              | Kastrioti            |                              |                      |                      |
| 1990–91   | Pogradeci            | Selenicë             |                              |                      |                      |
| 1991–92   | Sopoti               | Albpetrol            |                              |                      |                      |
| 1992–93   | Besëlidhja           | Shkumbini            |                              |                      |                      |
| 1993–94   | Luftëtari            | Iliria               |                              |                      |                      |
| 1994–95   | Kastrioti            | Skënderbeu           |                              |                      |                      |
| 1995–96   | Lushnja              | Bylis                |                              |                      |                      |
| 1996–97   | Temporada cancelada  | Temporada cancelada  | Temporada cancelada          | Temporada cancelada  | Temporada cancelada  |
| 1997–98   | Burreli              | Memaliaj             |                              |                      |                      |
| 1998–99   | Luftëtari            | Albpetrol            |                              |                      |                      |
| 1999–00   | Besëlidhja           | Besa                 |                              |                      |                      |
| 2000–01   | Partizani            | Erzeni               |                              |                      |                      |
| 2001–02   | Elbasani             | Besa                 |                              |                      |                      |
| 2002–03   | Egnatia              | Tomori               |                              |                      |                      |
| 2003–04   | Laçi                 | Egnatia              |                              |                      |                      |
| 2004–05   | Besa                 | Skënderbeu           |                              |                      |                      |
| 2005–06   | Flamurtari           | Apolonia             |                              |                      |                      |
| 2006–07   | Skënderbeu           | Besëlidhja           |                              |                      |                      |
| 2007–08   | Bylis                | Apolonia             |                              |                      |                      |
| 2008–09   | Laçi                 | Skënderbeu           |                              |                      |                      |
| 2009–10   | Bylis                | Elbasani             |                              |                      |                      |
| 2010–11   | Pogradeci            | Tomori               | Ilirjan Çaushaj              | 19                   |                      |
| 2011–12   | Luftëtari            | FK Kukësi            | Kreshnik Ivanaj              | 27                   |                      |
| 2012–13   | Lushnja              | Partizani            | Mikel Canka                  | 21                   |                      |
| 2013–14   | Elbasani             | Apolonia             | Mustafa Agastra              | 21                   |                      |
| 2014–15   | Bylis                | Tërbuni              | Cate Fonseca Jasmin Raboshta | 17                   |                      |
| 2015–16   | Luftëtari            | Korabi               | Mikel Canka                  | 20                   |                      |
| 2016–17   | Kamza                | Lushnja              | Armand Pasha                 | 20                   |                      |
| 2017–18   | Tirana               | Kastrioti Krujë      | Albi Çekiçi                  | 17                   |                      |
| 2018–19   | Bylis                | Vllaznia             |                              |                      |                      |
| 2019–20   | Apolonia             | Kastrioti Krujë      | Klodian Nuri                 | 17                   |                      |